# Cascade Yu
La cascade Yu (湯滝, Yu-daki) est une chute d'eau située à Nikkō dans la préfecture de Tochigi, au Japon.

## Toponymie
Le nom de la chute d'eau traduit simplement le fait qu'elle relie le lac Yu à la rivière du même nom.

## Géographie
La cascade Yu est située dans l'ouest de la ville de Nikkō (préfecture de Tochigi), sur l'île d'Honshū. Elle constitue une section de la rivière Yu, un cours d'eau du bassin versant de la rivière Daiya qui prend sa source au lac Chūzenji, au sud des monts Nikkō.

## Caractéristiques
La cascade Yu, située à environ 1 478 m d'altitude, se compose d'un seul saut de 75 m de hauteur et 25 m de largeur, le long d'un abrupt d'origine volcanique,. Elle est entourée d'une forêt de hêtres du Japon (Fagus crenata) et d'érables du Japon (Acer palmatum), une configuration végétale particulièrement appréciée des Japonais en automne lorsque les feuilles des érables virent au rouge sang et celles des hêtres au jaune vif.

## Histoire
Il y a environ 12 000 ans, du magma perce la croûte terrestre sur l'arc volcanique du Japon et donne naissance aux plus récents édifices volcaniques des monts Nikkō : le mont Nikkō-Shirane, point culminant des monts Nikkō, et le volcan Mitsu (1 945 m). Les épanchements magmatiques de ce dernier interrompent le cours de la rivière qui serpente au pied de son versant sud-ouest. L'eau qui s'accumule le long de ce barrage naturel forme le lac Yu qui, par débordement au sud-est de la dépression basaltique qui le contient, donne naissance à la cascade Yu puis à la rivière du même nom.